# Кречевицы
Кречеви́цы — микрорайон Великого Новгорода, до 2004 года — посёлок городского типа.
Эксклав Новгорода внутри соседнего Новгородского района, расположен на берегу реки Волхов, в 15 км к северу от основной территории Великого Новгорода.

## История
Впервые упоминается Писцовой книгой Водской пятины Земли Новгородской в 1500 году, как деревня Кривцовичи Ивановского Переездовского погосту.
Затем название деревни менялось:
- в 1582 году — Кривцовичи (не изменилось);
- в 1612 году — Кривчевицы;
- в 1646 году — Кредчевицы;
- в 1669 году — Кривчевицы на Волхове;
- в 1678 году — Крючевицы;
- в 1718 и 1748 годах — Кривчевицы;
- в 1788 году — Кречевицы.
- военное поселение Третий округ императора Австрийского полка[3], образовано по указу Александра I в 1817 году в Новгородском уезде Новгородской губернии, штаб расположили в Кречевицах[3].

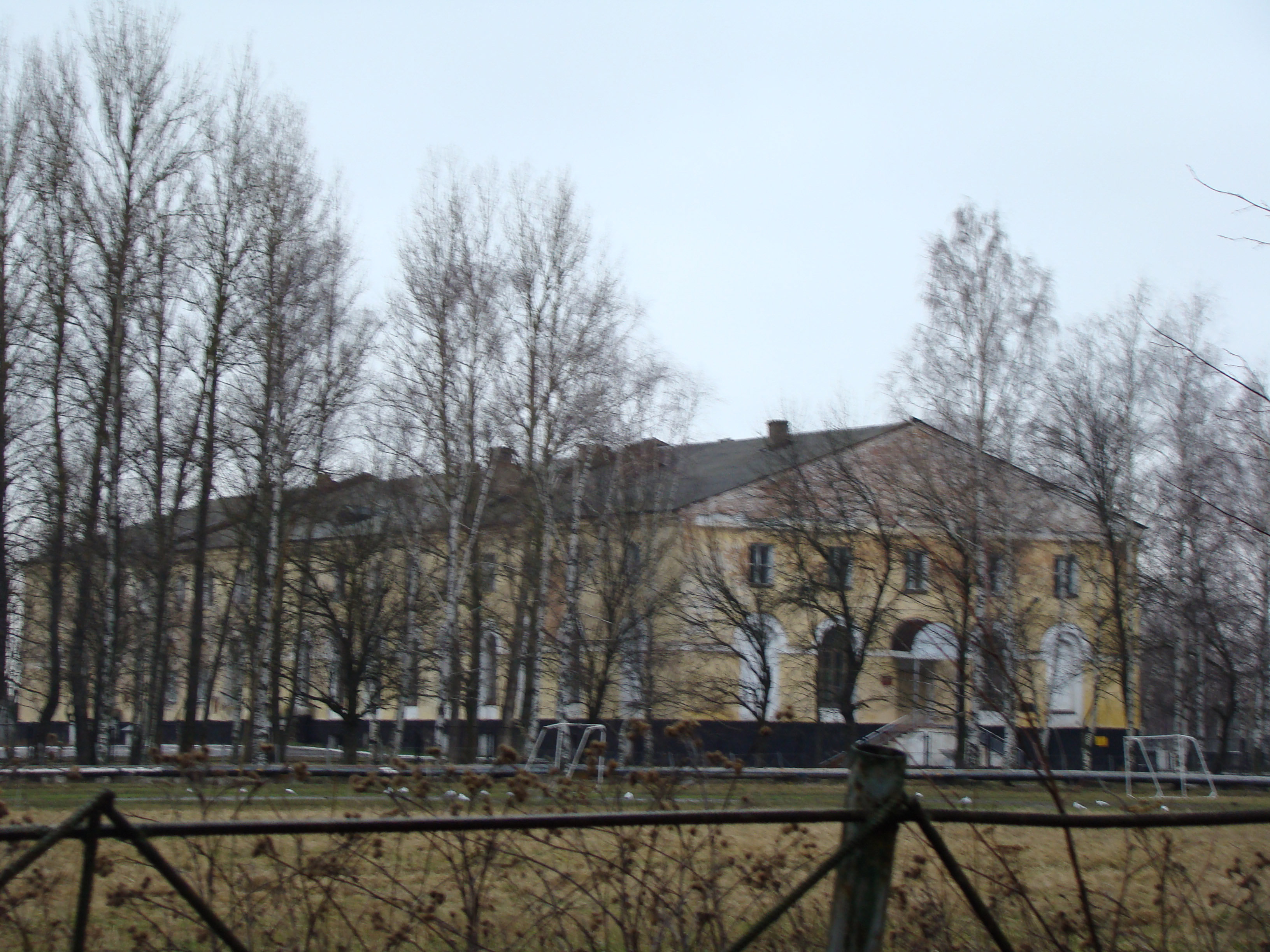
Одна из двух Аракчеевских казарм в Кречевицах

- с 1818 года по 1831 год здесь размещался Гренадерский Его Величества Императора Австрийского полк, в это время здесь построены Кречевицкие казармы.
- в 1831 году здесь начался бунт военных поселений, распространившийся почти на все военные поселения Новгородской губернии.
- с 1835 года по 1901 год здесь размещался Лейб-гвардии драгунский полк.

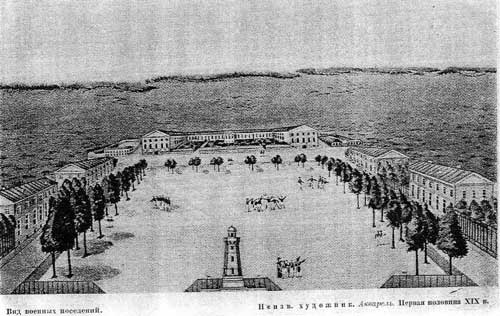
военное поселение в Кречевицах, XIX век.

- с 1901 года по 1918 год, здесь размещался Гвардейский кавалерийский запасный полк.
- с 1918 года по 1926 год, здесь базировались кавалерийские полки Красной Армии
- с 1926 года здесь располагается аэродром и гарнизон для лётных частей Красной Армии.
- c 1 января 1927 года в составе Новгородского района Ленинградской области
- Постановлением Президиума ВЦИК от 20 августа 1935 года посёлок Кречевицы был преобразован в рабочий посёлок.
- Перед Великой Отечественной войной здесь располагался аэродром дальней авиации (самолёты ДБ-3Ф и ДБ-3А)
- с 5 июля 1944 года — в составе Новгородской области
- с 1963 года в составе Новгородского сельского района Новгородской области.
- с 1965 года в составе Новгородского района Новгородской области.

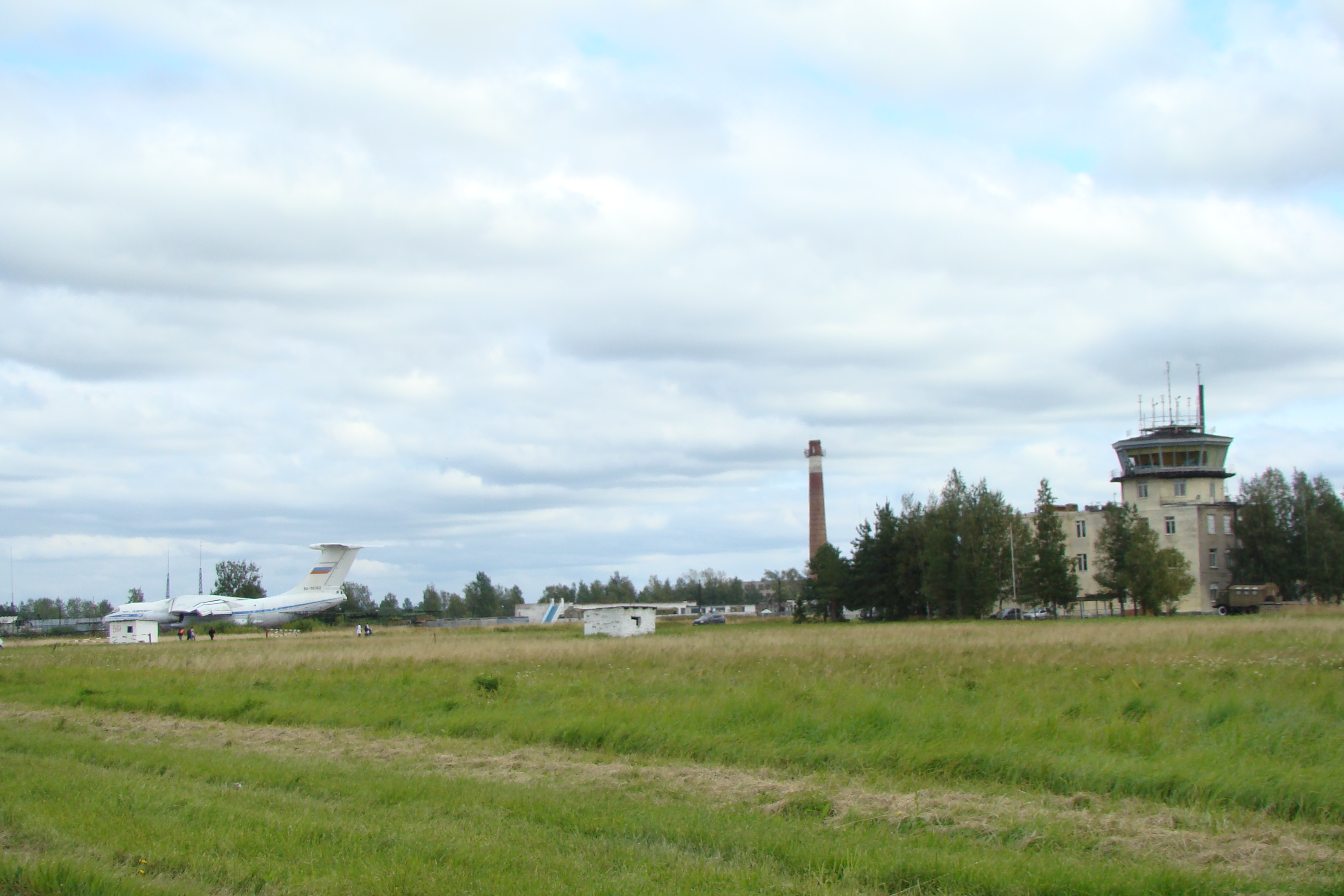
На аэродроме в Кречевицах

- с 10 ноября 1975 года Кречевицкий поселковый Совет — административно подчинён Октябрьскому району города Новгорода.
- в 1976 год, начало строительства в Кречевицах международного аэропорта Кречевицы с залом ожидания на 300 мест. (после аварии с самолётом Як-40, заходившим на посадку в Новгородский аэропорт Юрьево, из-за тумана он врезался в жилой дом в центре Новгорода). В 1987 году строительство было прекращено.
- постановлением Новгородской областной Думы 28 апреля 2004 года № 668-III ОД п.г.т. Кречевицы, был упразднён, как самостоятельная административно-территориальная единица Новгородской области
- решением Думы Великого Новгорода 21 мая 2004 года № 728 был создан микрорайон Кречевицы
- 2006 год возобновление работ по строительству аэропорта, окончание было запланировано на 2009 год, ко времени празднования 1150-летия Великого Новгорода, но затем перенесено на весну 2010 года[4]

## Демография
Население Кречевиц
- по Всесоюзной переписи населения СССР 1959 года — 2209 человек[5];
- по Всесоюзной переписи населения СССР 1970 года — 4379 человек[6];
- по Всесоюзной переписи населения СССР 1979 года — 3767 человек[7];
- по Всесоюзной переписи населения СССР 1989 года — 3619 человек[8];
- в 1998 году — около 4500 человек;
- в 2000 году — около 4800 человек;
- по Всероссийской переписи населения 2002 года — 3363 человека[9];
- на июль 2021 года — около 4000 человек.

Жители посёлка работают на предприятиях Великого Новгорода.

## Образование
В микрорайоне имеется МОУ средняя школа № 15 имени Героя Советского Союза С. П. Шпунякова и музыкальная школа (обучение игре на фортепиано).

## Достопримечательности
Указом Президента России от 20 февраля 1995 года № 176 «Об утверждении Перечня объектов исторического и культурного наследия федерального (общероссийского) значения» в перечень внесены два археологических памятника на противоположном правом берегу реки Волхов, прямо напротив Кречевиц:
- Городище «Холопий городок» (VIII—X вв),
- «Сопка», (VIII—X вв., культура псковских длинных курганов)

## Люди, связанные с Кречевицами
- в августе 1914 года, когда в Гвардейском кавалерийском запасном полку проходил службу российский поэт Николай Гумилёв. К нему в Кречевицкие казармы приезжала его жена — поэтесса Анна Ахматова. Этому событию посвящено стихотворение «Пустых небес прозрачное стекло».
- Михаил Ботвинник в 1929 году находился на студенческой военной практике при аэродроме в Кречевицах летом 1929 года. По его предложению, был сыгран шахматный матч Кречевицы — Новгород, Ботвинник играл на первой доске с Вениамином Созиным: «Это была единственная партия, сыгранная мной … в военной форме».
- Рысенков Василий Николаевич, родился 11 апреля 1966 года. в Кречевицах, поэт, член Союза писателей России. В 1997 г. вышла первая, совместная с братом Михаилом, книга стихов «Запоздалые молитвы». Второй поэтический сборник — «Синичий монастырь» (1999). В 2002 году стал лауреатом литературной премии имени М. Е. Салтыкова-Щедрина за книгу стихов «Ольховые облака»[10].